# Girls United – Gib Alles!
Girls United – Gib Alles! (Originaltitel: Bring It On: Fight to the Finish) ist eine US-amerikanische Sportkomödie des Regisseurs Bille Woodruff. Die Hauptrollen spielen Christina Milian und Rachele Brooke Smith. Dieser fünfte Teil der Girls-United-Reihe erschien 2009 als Direct-to-DVD-Produktion.

## Handlung
Lina, die temperamentvolle Anführerin der Cheerleadermannschaft East L.A, will ihr Team zu Allstars machen. Dies ist ein Wettbewerb, bei dem die besten Cheerleader ihr Können zeigen. Sieger des All-Star-Championships bekommen eine Trophäe und ein All-Star-Armband, an dem man die Allstars erkennt.
Nachdem Linas Mutter Isabel Henry geheiratet hat, ziehen sie in ein großes Haus in Malibu, in dem Lina ihre Stiefschwester Skyler kennenlernt. Anfangs ist Lina ein wenig skeptisch und glaubt nicht, dass die Ehe zwischen ihrem Stiefvater Henry und ihrer Mutter von langer Dauer sein wird, deswegen benimmt sie sich Henry und Skyler gegenüber anfangs eher zickig. Auf ihrer neuen Schule, der Malibu Vista High School, trifft sie Avery, die der Captain der Jaguars ist. Diese gewannen letztes Jahr bei den All-Star-Championships. Linas Versuch ein normales Gespräch einzuleiten scheitert, nachdem beleidigende Äußerungen fallen. Auch während der Pausen geraten Lina und Avery aneinander. Skyler verrät Lina, dass Avery früher bei den Sea Lions Cheerleader war. Sie verließ das Team aber, weil sie nicht zum Captain gewählt wurde. Sie nahm die besten Cheerleader mit und gründete die Jaguars.
Im weiteren Verlauf des Films kommt Lina Evan, dem Bruder von Avery, näher und sie wird Captain der Sea Lions. Da diese aber nicht wirklich gut sind, holt sie sich Hilfe von Gloria und Trey. Diese sollen bei Lina einziehen und mit ihr zu Schule gehen. Als die Sea Lions während eines Spiels einen Fehler machen, drängt sich Avery mit den Jaguars aufs Spielfeld, um den Auftritt ihrer Meinung nach zu retten. Avery erfährt später von Kayla, dass die Sea Lions bei den Championships mitmachen wollen. Sie hat Angst, dass die Sea Lions die Jaguars wirklich schlagen können, deswegen beschwert sie sich beim Rektor, weil Gloria und Treyvonetta so schnell auf der Schule angenommen wurden. Normalerweise hat die Schule eine lange Warteliste, deswegen dürfen Gloria und Trey dort nicht mehr unterrichtet werden und müssen wieder nach Hause nach East L.A.
Auf einer Party, auf der auch Gloria und Trey eingeladen sind, eskaliert das Gespräch zwischen Avery und Lina, da Avery ihre Freunde, Familie und ihre Herkunft beleidigt hat. Wütend rennt sie nach draußen, woraufhin Evan ihr folgt. Die beiden streiten sich und Lina beendet das Verhältnis zwischen den beiden. Ebenfalls möchte sie die Sea Lions verlassen und zu Gloria nach East L.A. ziehen. Trey und Gloria machen ihr klar, dass sie das nicht tun soll und ermutigen sie dazu weiter zu machen. Allerdings gibt es noch ein anderes Problem. Da sie immer noch keinen Sponsor haben, verlassen einige Cheerleader die Sea Lions. Lina hat eine Idee und macht mit den übrig gebliebenen Sea Lions einen Ausflug nach East L.A., wo Gloria einen Sponsor für sie gefunden hat. Es ist ein Lokal, in dem einige aus Linas altem Team als freiwillige Helfer arbeiten. Dort boxt auch Victor, Glorias Freund, der ein paar Boxschritte in die Choreografie einbaut. Lina kombiniert die Sea Lions mit East L.A. und daraus wird das Malibu-Dreamteam.
In der Schule küsst Evan öffentlich Lina und gesteht ihr seine Liebe. Das kriegt auch Avery mit, worauf sie ärgerlich reagiert. Kurz darauf findet die All Star Championship statt. Ins Finale kommen die Jaguars, das Malibu Dreamteam und zwei weitere Teams. Gewinnen kann jedoch das Malibu Dreamteam. Avery ist am Boden zerstört, weigert sich jedoch sich mit Lina zu vertragen. Evan gibt Lina das Zeichen, dass sie ihn später anrufen soll. Am Ende wird ein Foto geschossen, auf dem Lina, Gloria, Trey und Sky den Pokal halten. Dieses Bild rahmt Lina ein und sagt, dass jetzt alle ihre Schwestern drauf sind und auch mit ihrem Stiefvater Henry kommt Lina jetzt besser zurecht.

## Musik
1. Foot Workin - Keke Palmer
2. Ya Mama, Ya Mama - Alabina
3. Jamba - Anjulie
4. I gotta get to you - Christina Milian
5. The Whistle Song - DJ Aligator
6. lean like a cholo / cholo skate  - down aka kilo
7. Latino go dumb - Freddy Chingaz
8. Fashionista - Jimmy James
9. Tonight - Secrets in Stereo
10. . Happy - Secrets In Stereo
11. Beauty from Pain by Superchick
12. The Veronicas - Popular 13. Make me love - Ginuwine

## Kritik
„Fünfter Teil der "Bring it on"-Serie, der erneut vom erfolgreichen Kampf sozialer Außenseiter gegen gesellschaftliche Höherstehende erzählt, aber nur altbackene Späße und einfältige Gags aneinander reiht.“

## Weitere Girls-United-Filme
- 2000: Girls United (Bring It On)
- 2004: Girls United Again (Bring It on Again)
- 2006: Girls United – Alles oder Nichts (Bring It On: All or Nothing)
- 2008: Girls United: Alles auf Sieg (Bring It On: In It to Win It)
- 2017: Girls United – Der große Showdown (Bring It On: Worldwide #Cheersmack)